# Bombus expolitus
Bombus expolitus (saknar svenskt namn) är en insekt i överfamiljen bin (Apoidea) och släktet humlor (Bombus) som lever i Centralasien.

## Beskrivning
Bombus expolitus är en medelstor humla; honan är 17 till 18 mm, hanen omkring 15 mm. Mellankroppen hos honan är gul med ett svart fält mellan vingfästena. Hanen har mer svart på mellankroppen; vanligtvis är den gul endast framtill. De två främsta tergiterna är gula hos båda könen. Hos honan är den tredje tergiten svart, den fjärde svart framtill och brun (uppblandat med vitt) baktill, resten av bakkroppen är vit. Hanen har hela bakkroppen efter de två gula tergiterna svart med vita kanter på tergiterna. Vingarna är ljusbruna.

## Ekologi
Arten är en snylthumla vilka saknar arbetare som kan ta hand om avkomman. Honan tränger därför in i andra humlors bon, dödar drottningen och tvingar arbetarna i det övertagna boet att föda upp sina ägg och larver. Den förekommer sällsynt i bergen på höjder mellan 2 500 och 4 400 m. Arten besöker blommor från korgblommiga växter (som fjällskäror och krustistel) samt ranunkelväxter (som riddarsporrar). Flygperioden varar mellan juni och oktober.

## Utbredning
Bombus expolitus finns i östra Tibet samt de kinesiska provinserna Sichuan, Qinghai och Gansu.